# Trophée Angela-James
Le trophée Angela-James est un trophée de hockey sur glace féminin d'Amérique du Nord et il récompense la meilleure pointeuse de la saison régulière de la ligue canadienne de hockey féminin (également désignée par le sigle LCHF). Le trophée est créé en 2007-2008, première saison de la LCHF, et est nommé en l'honneur d'Angela James, une joueuse vedette ayant évolué dans l'ancienne  Ligue nationale de hockey féminin.

## Récipiendaires du trophée
Jennifer Botterill est la première récipiendaire du trophée. Elle domine le classement des marqueuses dans la saison 2007-2008 avec soixante-et-un points, soit trois points de plus que Jayna Hefford qui a mené la course de la meilleure marqueuse pour une partie de la saison
Jayna Hefford est la deuxième récipiendaire ; elle remporte le championnat des marqueuses de 2008-2009 après avoir tenu une avance de dix points sur Caroline Ouellette. En 2009-2010, Sabrina Harbec remporte le trophée avec une avance de onze points sur Lindsay Vine. En 2010-2011, la récipiendaire est Caroline Ouellette qui domine le classement avec une avance de vingt-trois points sur Jayna Hefford. Ouellette établit un nouveau record avec soixante-et-onze points. En 2012, ce record est à nouveau battu, par Meghan Agosta-Marciano qui marque 80 points en 27 matchs
| Saison    | Joueuse                        | Équipe                                      | Points |
| --------- | ------------------------------ | ------------------------------------------- | ------ |
| 2007-2008 | Jennifer Botterill             | Chiefs du Mississauga                       | 61     |
| 2008-2009 | Jayna Hefford                  | Thunder de Brampton                         | 69     |
| 2009-2010 | Sabrina Harbec                 | Stars de Montréal                           | 55     |
| 2010-2011 | Caroline Ouellette             | Stars de Montréal                           | 71     |
| 2011-2012 | Meghan Agosta-Marciano         | Stars de Montréal                           | 80     |
| 2012-2013 | Meghan Agosta-Marciano         | Stars de Montréal                           | 40     |
| 2013-2014 | Ann-Sophie Bettez              | Stars de Montréal                           | 37     |
| 2014-2015 | Rebecca Johnston               | Inferno de Calgary                          | 46     |
| 2015-2016 | Marie-Philip Poulin            | Canadiennes de Montréal                     | 37     |
| 2016-2017 | Marie-Philip Poulin Jess Jones | Canadiennes de Montréal Thunder de Brampton | 46     |
| 2017-2018 | Kelli Stack                    | HC Red Star Kunlun                          | 49     |
| 2018-2019 | Marie-Phillip Poulin           | Canadiennes de Montréal                     | 50     |